# Johan van Oeveren
Johan van Oeveren (De Bilt, 26 april 1949) is een Nederlands componist, dirigent en organist.

## Biografie

### Studie
Van Oeveren volgde zijn eerste orgel- en pianolessen aan het Conservatorium in Utrecht. Hierna verlengde hij zijn orgelstudie en kreeg les van Nico van den Hooven en studeerde daarnaast koordirectie bij Louis Coenen. Tot slot studeerde hij nog schoolmuziek bij Ger Storms aan het Koninklijk Conservatorium in Den Haag en zang en koorscholing bij Frans Schouten.

### Loopbaan
Van Oeveren is sinds 1976 werkzaam als musicus. Hij dirigeert vele mannenkoren en Vocaal ensembles in Alphen aan den Rijn en Zoetermeer. In 1984 richtte hij het "Christelijk Vocaal Ensemble Cantica" op. Ook gaf hij vele muziekuitvoeringen waaronder de Johannes Passion van Bach, de  Mozarts Requiem en Die Schöpfung van Haydn. Het oratorium Messiah van Händel voerde hij uit in barokstemming. De laatste jaren houdt hij zich bezig met het maken van composities. Hij is als organist verbonden aan de Dorpskerk in Woubrugge en de Oude Kerk, de Morgensterkerk, de Ichtuskerk, De Regenboog en de Oosterkerk in Zoetermeer. Tevens is hij daar muziekdocent aan het Oranje Nassau College. Daarnaast is hij als adviseur verbonden aan de Koninklijk Nederlands Zangers Verbond en Podium320.

## Bladmuziek
- Psalm 104